# Wapen van Brazilië
Het wapen van Brazilië werd in gebruik genomen op 19 november 1889, dezelfde dag als de Braziliaanse vlag werd aangenomen en vier dagen nadat Brazilië een republiek is geworden. Het wapen is daarna een aantal maal op details aangepast, voor het laatst op 11 mei 1992.

## Symboliek
Het wapen bestaat uit een centraal embleem, omringd door een koffieplant (links) en een tabaksplant (rechts), belangrijke Braziliaanse landbouwproducten. Onder het embleem staat op een lint de officiële naam van het land in het Portugees en de datum waarop Brazilië een republiek werd.
Het embleem zelf bestaat uit een vijfpuntige groen-gele ster met een rood-gele rand. Groen en geel zijn de nationale kleuren van Brazilië. In het midden van de ster staan in een blauwe cirkel vijf witte sterren, die, net als in de nationale vlag, het sterrenbeeld Zuiderkruis symboliseren. De 27 sterren die er in een cirkel omheen staan, verwijzen naar de 26 deelstaten en het Federaal District.

## Historische wapens
Op 18 september 1822, elf dagen nadat Brazilië onder Peter I een onafhankelijk koninkrijk was geworden, werd het eerste wapen aangenomen. Op 12 oktober van hetzelfde jaar werd Brazilië een keizerrijk en werd het wapen bekend als Keizerlijk Wapen. De kroon boven het wapen werd tweemaal veranderd. Bij de ingebruikname van het eerste wapen werd de kroon van Portugal gebruikt. Deze werd op 1 december 1822, de dag dat Peter I tot keizer werd gekroond, vervangen door de keizerlijke kroon van Brazilië. Toen op 18 juli 1841 Peter II werd gekroond, werd de kroon weer aangepast. Dit wapen bleef in gebruik totdat het keizerrijk door militairen omver werd geworpen.

Wapen van de prins-regent (1822)
Wapen van 1 december 1822 tot 1841
Wapen van 1841 tot 1889

Argentinië · Bolivia · Brazilië · Chili · Colombia · Ecuador · Guyana · Paraguay · Peru · Suriname · Trinidad en Tobago · Uruguay · Venezuela
Afhankelijke gebieden

Falklandeilanden · Frans-Guyana · Zuid-Georgia en de Zuidelijke Sandwicheilanden